# 瑟索克博物馆

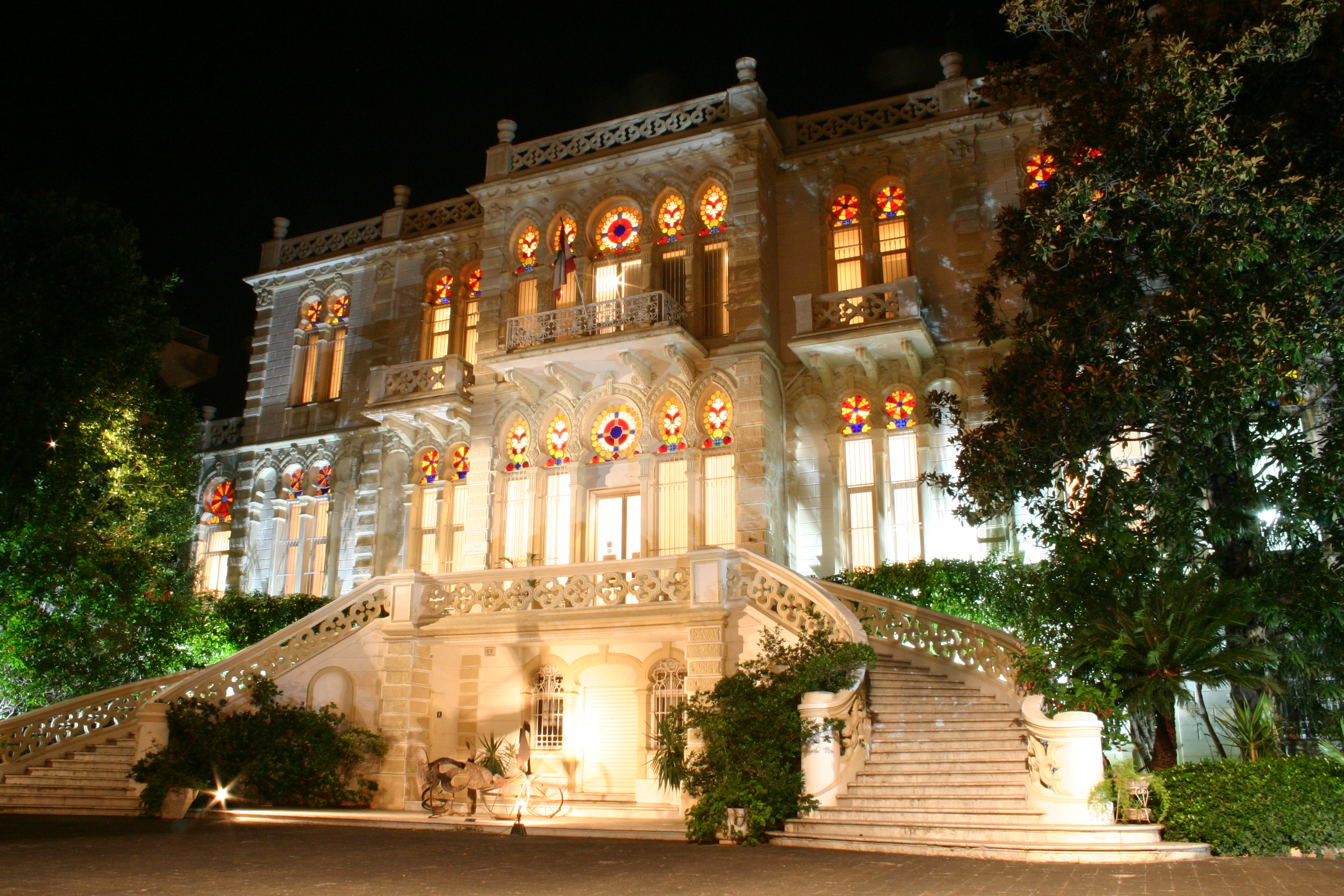
瑟索克博物馆

瑟索克博物馆（阿拉伯语：‎，Sursock Museum)，其正式名称为尼古拉斯·易卜拉欣·瑟索克博物馆（Nicolas Ibrahim Sursock Museum）,是一座现代艺术和当代艺术博物馆，位于黎巴嫩首都贝鲁特阿什拉斐叶区（Achrafieh）历史悠久的的瑟索克街（Rue Sursock）。

## 历史
1912年，富有而著名的黎巴嫩贵族尼古拉斯·易卜拉欣·瑟索克建造了现在是博物馆的私人别墅。他决心将别墅改建为博物馆。 当他于1952年去世时，他将别墅遗赠给贝鲁特市。 博物馆于1961年开业，馆长易卜拉欣·贝赫姆（Ibrahim M. Beyhum），展出当代黎巴嫩艺术家的作品，为贝鲁特的文化活动开创了先例。。

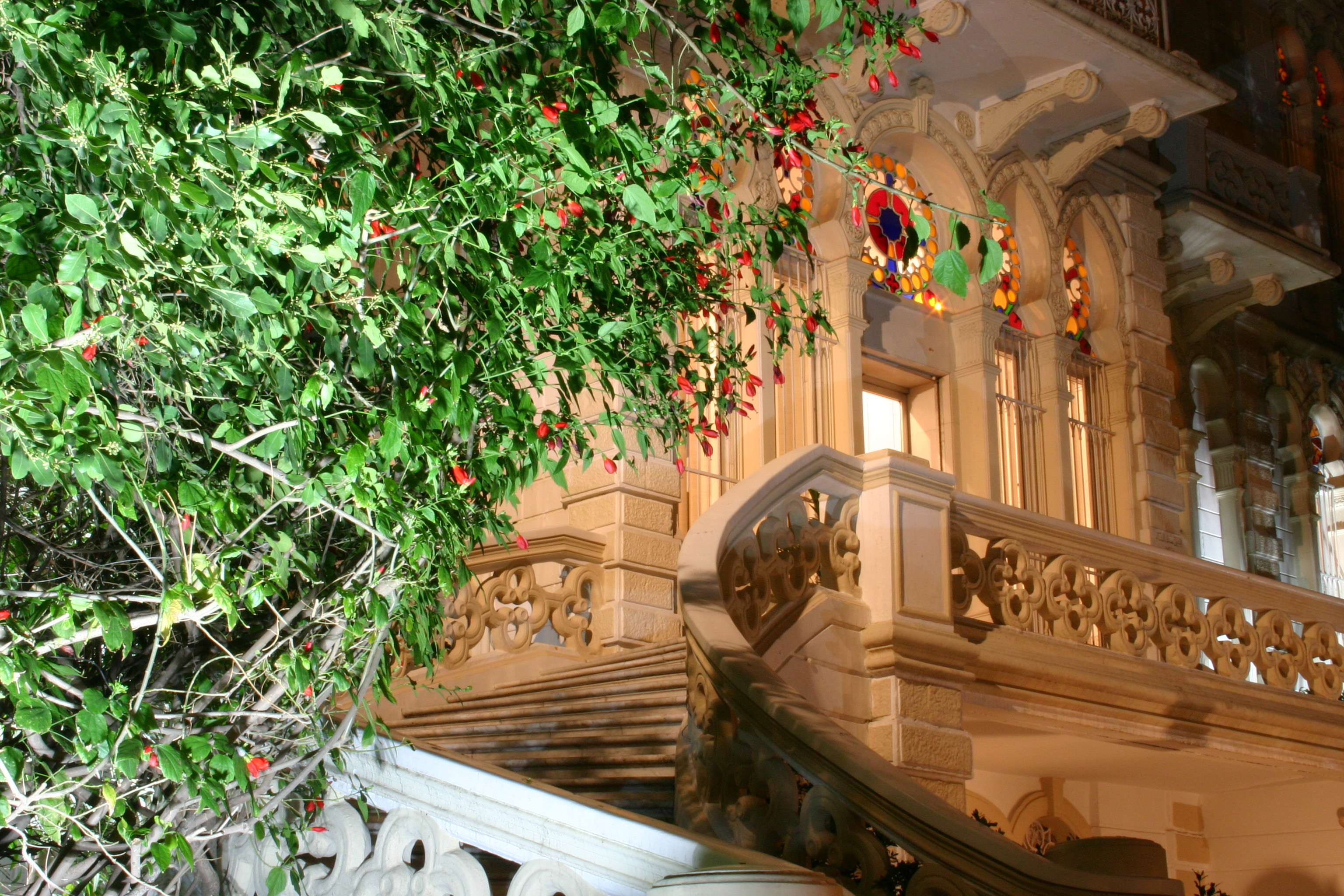
博物馆的大理石楼梯

瑟索克博物馆是黎巴嫩建筑的典范，并具有意大利风格（特别是威尼斯风格）和奥斯曼帝国的建筑风格。 这条街集中了贝鲁特最著名的家族在19世纪建造的豪宅, 例如瑟索克家族和布斯特罗斯家族, 但是这些建筑遗产正受到开发商和几乎不受监管的房地产市场的威胁。
博物馆已举行了一百多次展览，展出黎巴嫩和国际艺术家的作品。博物馆的永久收藏包括现代艺术、日本版画和伊斯兰艺术。 博物馆的藏品包括800多种艺术品，包括19世纪和20世纪的绘画，雕塑和图形艺术。
2020年8月4日，博物馆遭受了“令人难以置信的”重创，其部分艺术品因硝酸铵爆炸而被破坏。正面的所有彩色玻璃窗全部被毁，屋顶也遭到破坏。